# Расковское муниципальное образование
Расковское муниципальное образование — упразднённое сельское поселение в Саратовском районе Саратовской области Российской Федерации.
Административный центр — посёлок Расково.
Законом Саратовской области от 25.11.2021 № 133-ЗСО с 1 января 2022 года упраздняется в результате объединения муниципального района с городским округом Саратовом.

## История
Статус и границы сельского поселения установлены Законом Саратовской области от 29 декабря 2004 года № 113-ЗСО «О муниципальных образованиях, входящих в состав Саратовского муниципального района».

## Население
| 2010  | 2011  | 2012  | 2013  | 2014  | 2015  | 2016  |
| ----- | ----- | ----- | ----- | ----- | ----- | ----- |
| 3402  | ↘3401 | ↗3418 | ↗3478 | ↗3518 | ↗3524 | ↗3556 |
| 2017  | 2018  | 2019  | 2020  | 2021  |       |       |
| ↗3561 | ↘3503 | ↘3456 | ↗3497 | ↗3538 |       |       |

## Состав сельского поселения
| № | Населённый пункт | Тип населённого пункта          | Население |
| - | ---------------- | ------------------------------- | --------- |
| 1 | Атамановка       | хутор                           | 25        |
| 2 | Бартоломеевский  | хутор                           | ↗267      |
| 3 | Зоринский        | ж.д. разъезд                    |           |
| 4 | Зоринский        | посёлок                         | ↗579      |
| 5 | Малая Скатовка   | хутор                           | ↗553      |
| 6 | Расково          | посёлок, административный центр | ↗1978     |